# Rosemarie Schumann
Rosemarie Schumann (* 19. August 1940 in Breslau; † 5. November 2015 in Berlin) war eine deutsche Historikerin und Autorin. Ihr Forschungsschwerpunkt war die deutsche und internationale Antikriegsbewegung.

## Leben und Werk
Sie studierte nach dem Abitur an der Humboldt-Universität zu Berlin Germanistik und Anglistik. Mehrere Jahre arbeitete sie als Redakteurin bei der Zeitschrift für Geschichtswissenschaft. Sie promovierte 1975 mit einer Arbeit über Pazifismus in der Weimarer Republik.
Seit 1970 war sie wissenschaftliche Mitarbeiterin am Zentralinstitut für Deutsche Geschichte an der Akademie der Wissenschaften der DDR. Von 1984 bis zur Auflösung des Instituts 1991 leitete sie dort die Forschungsgruppe Antifaschismus/Deutscher Widerstand.

## Schriften (Auswahl)
- Pazifismus in der Entscheidung. Die Deutsche Friedensgesellschaft in den Jahren 1929 bis 1933. Berlin 1975.
- Amsterdam 1932. Der Weltkongreß gegen den imperialististischen Krieg. Berlin 1985.
- Fremde Heimat. Deutsche in Rußland. Von der Ansiedlung bis zur Rückwanderung. Berlin 2003, ISBN 3-89793-086-2.
- Leidenschaft und Leidensweg. Kurt Huber im Widerspruch zum Nationalsozialismus. Düsseldorf 2007, ISBN 3-7700-1621-1.